# Man Portable Line Charges
Een Man Portable Line Charge (MPLC) is een systeem waarmee een doorgang in een mijnenveld kan worden gemaakt. Het systeem wordt geleverd in een rugzak die door een soldaat kan worden gedragen. Het wordt geproduceerd door het Amerikaanse bedrijf Ensign-Bickford Aerospace & Defense (EBAD).

## Werking
In de rugzak bevindt zich een ca. 25 meter lange slang waarin explosieven zijn verwerkt, een anker om het uiteinde op zijn plaats te houden, en een projectiel dat vanaf een meegeleverde lanceerhulp in een gekozen richting kan worden afgevuurd. De lijn is verbonden met het anker aan de ene zijde en met het projectiel aan de andere zijde. Wanneer het projectiel wordt gelanceerd, schiet het onder een geringe opwaartse hoek naar voren, de lijn meenemend. Nadat de lijn is uitgerold valt hij op de grond, waarna hij tot ontploffing kan worden gebracht. De explosie veroorzaakt een drukgolf die op korte afstand aanwezige landmijnen doet ontploffen. Hiermee wordt een smal pad gecreëerd waarover soldaten betrekkelijk veilig over de lengte van de lijn een deel van het mijnenveld kunnen oversteken.